# (38522) 1999 TA271
1999 TA271 (asteroide 38522) é um asteroide da cintura principal. Possui uma excentricidade de 0.01010060 e uma inclinação de 21.47235º.
Este asteroide foi descoberto no dia 3 de outubro de 1999 por LINEAR em Socorro.